# Ti brucia
Ti brucia è la settima compilation legata alla trasmissione televisiva  Amici di Maria De Filippi, pubblicata il 1º aprile 2008 dall'Atlantic Records e contenente canzoni interpretate dai cantanti arrivati al serale della settima edizione del programma.
L'album, che prende il titolo dallo slogan di Marta Rossi, cantante concorrente del programma, è formato da 12 tracce inedite. 
Raggiunge subito le prime posizioni della classifica dei dischi più venduti in Italia. Dopo due sole settimane ha già venduto più di 40 000 copie, aggiudicandosi così il disco d'oro. Dopo 10 settimane il bilancio è di circa 200 000 copie vendute e di sette settimane consecutive alla posizione #1 nella classifica delle compilation più vendute in Italia.
L'album ha venduto circa 300 000 copie.

## Tracce
1. Roberta Bonanno – L'ultima bugia – 3:12
2. Pasqualino Maione – Start – 2:55
3. Cassandra De Rosa – Famelica – 4:13
4. Giuseppe Salsetta – Per sempre tu – 3:16
5. Cassandra De Rosa, Marta Rossi, Simonetta Spiri – Ora che – 3:28
6. Marco Carta – Per sempre – 4:20
7. Martha Rossi – Splendi – 3:39
8. Pasqualino Maione, Marco Carta, Giuseppe Salsetta – Assassina mia – 3:15
9. Maria Luigia La Rocca – E meno male che – 3:56
10. Roberta Bonanno e Pasqualino Maione – Storia d'amore vista da fuori – 4:06
11. Simonetta Spiri – Il migliore degli inganni – 3:23
12. Tutti – Una stella sta nascendo – 2:55